# HD 104067
HD 104067 är en ensam stjärna belägen i den mellersta delen av stjärnbilden Korpen. Den har en skenbar magnitud av ca 7,92 och kräver åtminstone en stark handkikare eller ett mindre teleskop för att kunna observeras. Baserat på parallaxmätning inom Hipparcosuppdraget på ca 47,5 mas, beräknas den befinna sig på ett avstånd på ca 69 ljusår (ca 21 parsek) från solen. Den rör sig bort från solen med en heliocentrisk radialhastighet på ca 15 km/s.

## Egenskaper
HD 104067 är en orange till gul stjärna i huvudserien av spektralklass K3 V. Den har en massa som är ca 0,8 solmassor, en radie som är ca 0,7 solradier och har ca 0,36 gånger solens utstrålning av energi från dess fotosfär vid en effektiv temperatur av ca 4 900 K.

## Planetsystem
År 2009 upptäcktes en exoplanet, HD 104067 b, som kretsar kring stjärnan. Den har en massa som är minst 0,16 gånger Jupiters massa och en omloppsperiod av 55,8 dygn i en bana med en halv storaxel av 0,26 AE.
| Planet | Massa      | Halv storaxel (AE) | Siderisk omloppstid (d) | Excentricitet | Inklination | Radie |
| ------ | ---------- | ------------------ | ----------------------- | ------------- | ----------- | ----- |
| b      | ≥0,16 ± MJ | 0,2643 ± 0,0045    | 55,806 ± 0,049          | 0             | -           | -     |